# Dritter Fischerbuden

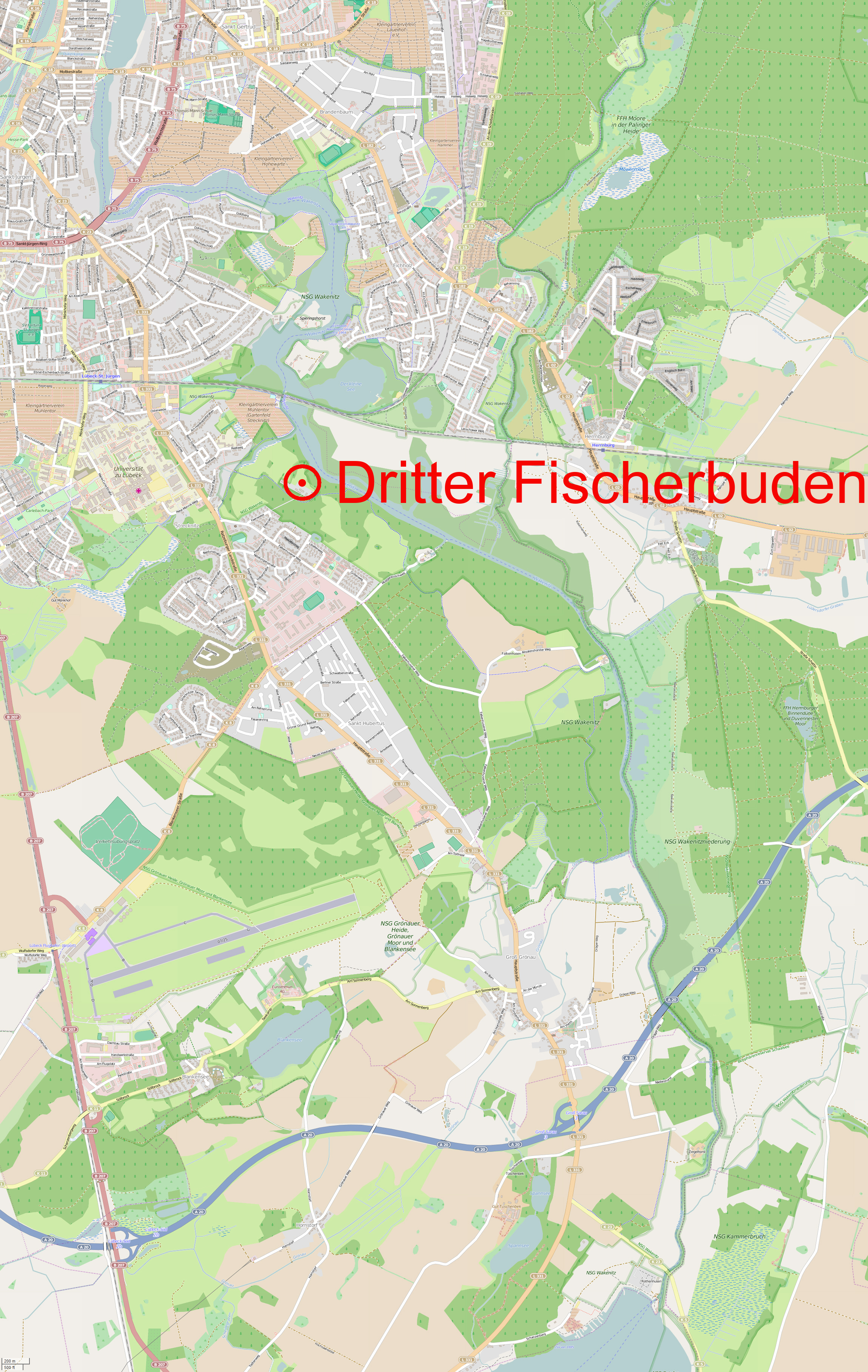
Lage des Dritten Fischerbuden

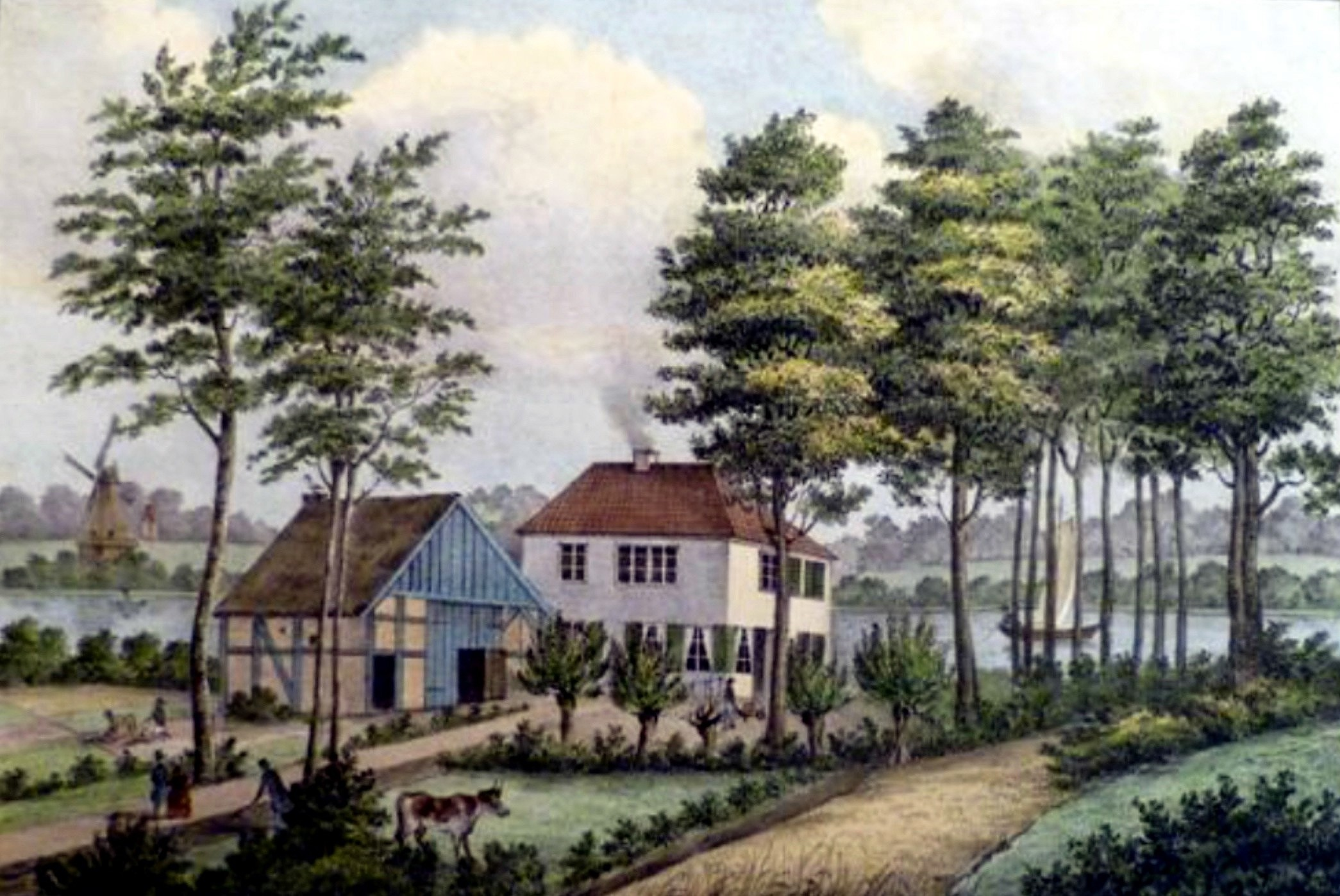
Der Dritte Fischerbuden 1850 nach dem Umbau zum Rettungshaus und der Erweiterung um einen zweigeschossigen Ergänzungsbau

Der Dritte Fischerbuden war einer der Wakenitzhorste entlang der Wakenitz zwischen dem Ratzeburger See und Lübeck; er trägt heute den Namen Wakenitzhof.

## Lage
Der Dritte Fischerbuden befand sich auf dem westlichen Ufer der Wakenitz, etwa 4,5 Kilometer Luftlinie von der Stadtmitte entfernt. Von Land her war er über einen Weg zugänglich, der heute den Namen Feenwiese trägt und zur etwa 700 Meter entfernten Ratzeburger Landstraße führte.

## Geschichte
Der am weitesten von Lübeck entfernte der insgesamt drei Fischerbuden wurde um 1670 als dauerhafter Fischerwohnsitz errichtet. Grundstück und Gebäude – das Wohnhaus war ein ursprünglich nur etwa 3 × 4 Meter großer Fachwerkbau – befanden sich in städtischem Eigentum und wurden an die hier lebenden Wakenitzfischer verpachtet. Die zu entrichtende Pacht betrug ein halbes Rauchhuhn.
Der letzte Fischer auf dem Dritten Fischerbuden war Jochim Heinrich (* 1777; † 1843), nach dessen Tod die Fischerei dort eingestellt wurde. Der Fischerhorst diente vorübergehend als Unterkunft für zwei Tagelöhnerfamilien, bis er am 16. September 1844 von der Stadt Lübeck an die neugegründete Gesellschaft zur Rettung schwer erziehbarer Kinder verkauft wurde, die das wiederhergerichtete Wohnhaus ab 28. April 1845 als Rettungshaus nach Vorbild des Hamburger Rauhen Hauses nutzte. 1847 erhielt die bereits an ihre Kapazitätsgrenzen gelangte Einrichtung zur Erweiterung einen Neubau, das sogenannte Schulhaus; das ursprüngliche Fischerhaus diente weiterhin als Wohnung des Hausvaters sowie als Speisesaal.
Am 21. Februar 1901 fiel das Schulhaus der Brandstiftung durch einen Zögling zum Opfer und wurde noch im selben Jahr durch einen Neubau ersetzt. Das alte Fischerhaus, das nach Fertigstellung des neuen Gebäudes keinen Zweck mehr erfüllte, wurde unmittelbar danach abgebrochen, so dass auf dem Gelände des heutigen Kinder- und Jugendheims Wakenitzhof nichts mehr an die Vergangenheit als Fischerhorst erinnert.